# Vierlandentoernooi 1884
De tweede editie van het vierlandentoernooi van het Rugby union werd gespeeld van 5 januari 1884 tot en met 12 april 1884 tussen de nationale rugbyteams van Engeland, Ierland, Schotland en Wales. Engeland prolongeerde zijn titel uit 1883.

## Tabel
| Positie | Land      | Wedstrijden | Wedstrijden | Wedstrijden | Wedstrijden | Punten | Punten | Punten | Tabelpunten |
| Positie | Land      | Gespeeld    | Gewonnen    | Gelijk      | Verloren    | Voor   | Tegen  | Saldo  | Tabelpunten |
| ------- | --------- | ----------- | ----------- | ----------- | ----------- | ------ | ------ | ------ | ----------- |
| 1       | Engeland  | 3           | 3           | 0           | 0           | 3      | 1      | +2     | 6           |
| 2       | Schotland | 3           | 2           | 0           | 1           | 3      | 1      | +2     | 4           |
| 3       | Wales     | 3           | 1           | 0           | 2           | 2      | 2      | 0      | 2           |
| 4       | Ierland   | 3           | 0           | 0           | 3           | 0      | 4      | −4     | 0           |

## Uitslagen
| 5 januari 1884 | Engeland | (2T) 1–1 (0T) | Wales | Leeds |
| 5 januari 1884 |          |               |       | Leeds |

| 12 januari 1884 | Wales | 0–1 | Schotland | Newport |
| 12 januari 1884 |       |     |           | Newport |

| 4 februari 1884 | Ierland | 0–1 | Engeland | Dublin |
| 4 februari 1884 |         |     |          | Dublin |

| 16 februari 1884 | Schotland | 2–0 | Ierland | Edinburgh |
| 16 februari 1884 |           |     |         | Edinburgh |

| 1 maart 1884 | Engeland | 1–0 | Schotland | Londen |
| 1 maart 1884 |          |     |           | Londen |

| 12 april 1884 | Wales | 1–0 | Ierland | Cardiff |
| 12 april 1884 |       |     |         | Cardiff |